# IX号戦車

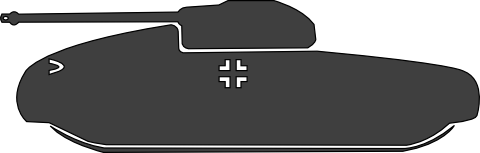
『シグナル』に掲載されたものを元にしたIX号戦車の側面図

IX号戦車（きゅうごうせんしゃ、ドイツ語: Panzerkampfwagen IX）は、第二次世界大戦中に刊行されたナチス・ドイツの宣伝雑誌『シグナル』にシルエットのみの構想図が掲載された超重戦車。同様に構想図が掲載された戦車に、X号戦車（じゅうごうせんしゃ、ドイツ語: Panzerkampfwagen X）がある。
これらの構想図は、実際に計画されていたどの戦車の設計とも異なるもので、いずれも実際の開発計画は存在しない、連合軍に対する防諜のためだけに制作されたものだった。